# 3043 San Diego
San Diego (asteroide 3043) é um asteroide da cintura principal, a 1,7213681 UA. Possui uma excentricidade de 0,1064757 e um período orbital de 976,67 dias (2,67 anos).
San Diego tem uma velocidade orbital média de 21,45897807 km/s e uma inclinação de 21,78637º.
Este asteroide foi descoberto em 20 de Setembro de 1982 por Eleanor Helin.